# The Blackened Hills
The Blackened Hills è un cortometraggio muto del 1912 diretto da Allan Dwan.

## Produzione
Il film fu prodotto dalla Flying A (American Film Manufacturing Company).

## Distribuzione
Distribuito dalla Film Supply Company, il film - un cortometraggio in una bobina - uscì nelle sale cinematografiche USA il 26 dicembre 1912. Uscì anche nel Regno Unito, distribuito il 1º marzo 1913.